# Исаков, Сергей Геннадиевич
Серге́й Генна́диевич Исако́в (8 октября 1931, Нарва, Эстонская Республика — 11 января 2013, Тарту) — эстонский литературовед, профессор-эмеритус отделения славянской филологии Тартуского университета, лауреат Государственной премии Эстонской ССР (1985); автор многочисленных трудов по истории русской литературы XIX века, русской печати, литературы и культуры в Эстонии, по русско-эстонским литературным и культурным связям, литературным и культурным контактам эстонцев с другими народами.

## Биография
Родился в Нарве в 1931 году. Его отец, железнодорожный мастер Геннадий Филиппович Исаков в 1941 году был арестован советскими властями. Во время немецкой оккупации Сергей Исаков учился в русской школе по довоенным программам Эстонской Республики. Среднюю школу окончил в Кингисеппе.
Учился на отделении русского языка и литературы историко-филологического факультета Тартуского государственного университета (1949—1954). В студенческие годы начал заниматься научной работой, участвовал в студенческом научном обществе. Университет окончил с отличием и был оставлен при университете лаборантом кафедры русской литературы. В 1955—1967 годах был старшим преподавателем, в 1967—1976 годах — доцент, с 1976 года — профессор. В 1980—1992 годах был заведующим кафедрой русской литературы Тартуского университета. В 1992 году стал профессором возобновлённой кафедры славянской филологии Тартуского университета. С 1997 года — профессор-эмеритус.
В 1963 году защитил в Ленинградском государственном университете кандидатскую диссертацию на тему «Прибалтика в русской литературе 1820—1860-х гг.». В 1974 году защитил в Тартуском университете докторскую диссертацию «Русская литература в Эстонии в XIX веке».
В 1983—1986 годах работал по обмену в Хельсинкском университете (Финляндия). Читал лекции во многих зарубежных университетах — в Грузии (Тбилиси), Италии (Бергамо), Латвии (Рига, Даугавпилс), Литве (Вильнюс), России (Казань, Саранск), Таджикистане (Душанбе), Финляндии (Йоэнсуу, Тампере, Турку, Ювяскюля, Оулу и других).
Член Союза писателей Эстонии с 1974 года. С 1993 года председатель правления и научный руководитель Русского исследовательского центра в Эстонии. В 1995—1999 годах был депутатом Рийгикогу (эстонский парламент), где много занимался проблемами русского школьного образования в Эстонии, и членом Балтийской ассамблеи (парламентского объединения стран Балтии).
С конца 2012 года находился в больнице. Умер ночью 11 января 2013 года.

## Научная деятельность
С. Г. Исаков является автором около 500 научных трудов, в числе которых десять монографий, учебники для высшей и средней школы, три антологии. Перу Исакова принадлежит также около 750 статей в энциклопедиях. Работы опубликованы во многих странах на английском, армянском, белорусском, болгарском, венгерском, грузинском, немецком, польском, русском, украинском, таджикском, финском, шведском, эстонском, японском языках.
К основным направлениям научной деятельности относятся русско-эстонские литературные и культурные связи; литературные и культурные контакты эстонцев с другими народами, архивные разыскания в области истории эстонской литературы и журналистики, история русской культуры в Эстонии.
В связи с кончиной С. Г. Исакова заведующая кафедрой русской литературы Тартуского университета Л. Н. Киселёва сказала:

Имя профессора Исакова не нуждается в представлении. Его знали все — ученые, учителя, русские и эстонцы. Это тот человек, который стал связующим звеном между двумя культурами в нашей стране, который всю свою жизнь отдал на изучение связей между русской и эстонской культурой. Именно он показал, что русская культура в Эстонии имела огромное значение для всей национальной культуры. Его имя дорого нам всем.
— Скончался профессор Сергей Геннадьевич Исаков

## Награды и премии
- Орден Белой звезды III степени (2003).
- Медаль Пушкина (28 октября 2009 года, Россия) — за большой вклад в развитие культурных связей с Российской Федерацией, сохранение и популяризацию русского языка и русской культуры[4].
- Орден «Знак Почёта».
- в 1985 году за книгу «История Тартуского университета» (в соавторстве) удостоен государственной премии Эстонской ССР.
- В 1970 году за монографию «Сквозь годы и расстояния» был награждён литературной премией Эстонии.

## Труды

### Монографии
- Путь длиною в тысячу лет. Русские в Эстонии: История культуры. Часть I. Таллинн: INGRI, 2008. 312 с. (Русский исследовательский центр в Эстонии). Тираж 500 экз. ISBN 978-9985-9636-7-8.
- Культура русской эмиграции в Эстонии. 1918—1940. Статьи. Очерки. Архивные публикации. Отв. ред. Т. К. Шор. Таллинн: Aleksandra, 2011. 368 с. ISBN 978-9949-9130-4-6